# Carl Gustaf Silfverlåås
Carl Gustaf Silfverlåås, född 1673, död 1733, var en svensk militär.

## Biografi
Carl Gustaf Silfverlåås föddes 1673. Han var son till ryttmästaren Peter Silfverlåås och Maria Sabel. Silfverlåås blev 1692 volontär vid livgardet och 16 oktober 1697 fänrik vid Upplands regemente. Han blev 3 april 1700 löjtnant, 27 juli 1701 sekundkapten och 2 januari 1707 premiärkapten. Silfverlåås sårades tillfångatogs 28 juni 1709 i slaget vid Poltava. Han fördes till Tobolsk och återvände 1722 till Sverige. Silfverlåås fick överstelöjtnants karaktär 1722 och fick 9 januari 1733 överstes avsked. Han avled 1733.
Silfverlåås ägde gårdarna Bagarbo i Sko socken och Kaddala i Sko socken.

### Familj
Silfverlåås gifte sig 30 oktober 1722 med Anna Catharina Hjelmborg (1706–1738), dotter av kanslern Gabriel Hjelmborg och Sigrid Cronsköld. De fick tillsammans barnen löjtnanten Gustaf Gabriel Silfverlåås (1723–1754) i artilleriet och Eva Silfverlåås (1730–1754) som var gift med kaptenen Fredrik Lagersvärd.